# Tumulo del Diavolino II

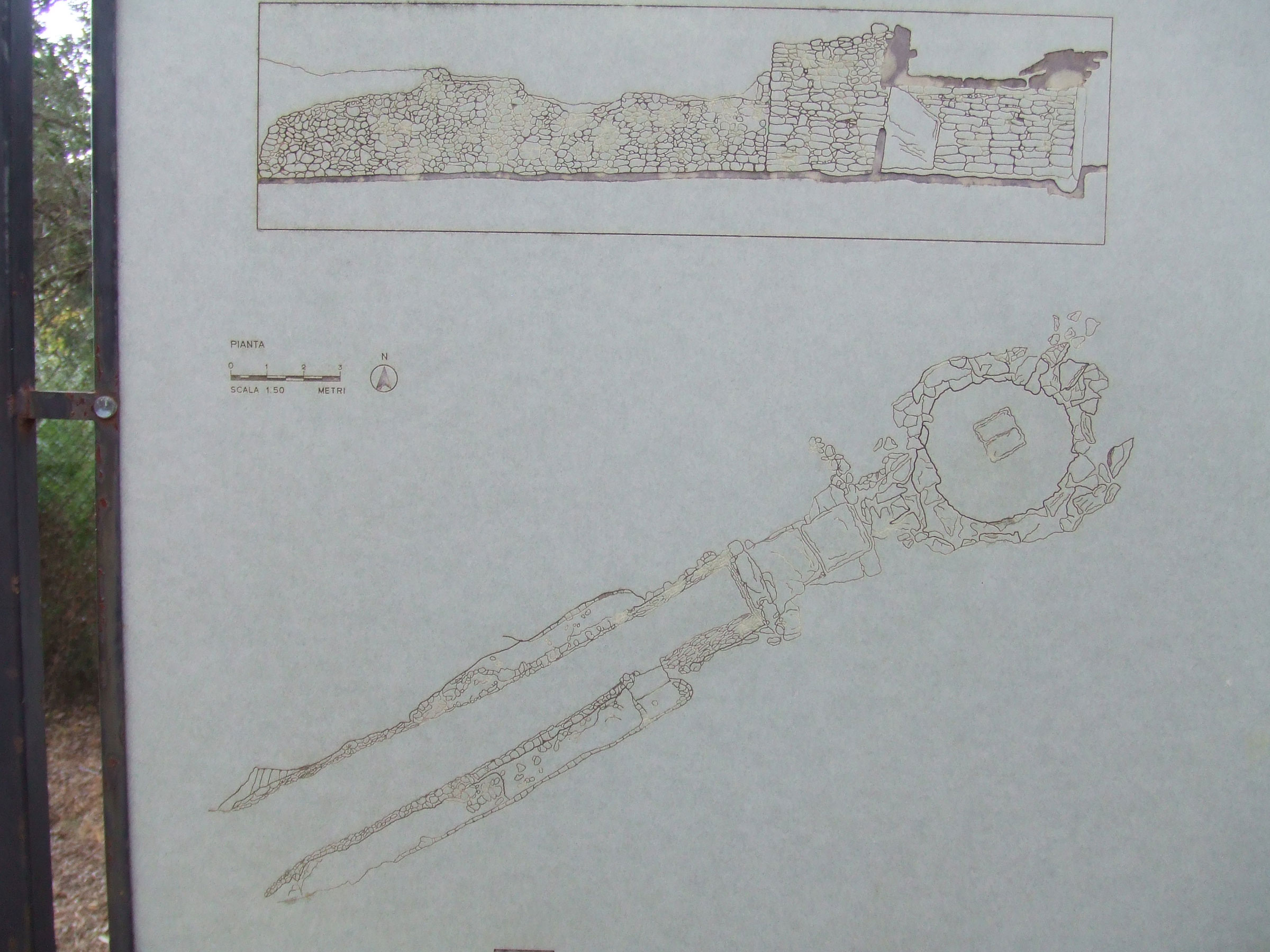
Coupe de la tombe sur le plan du site.

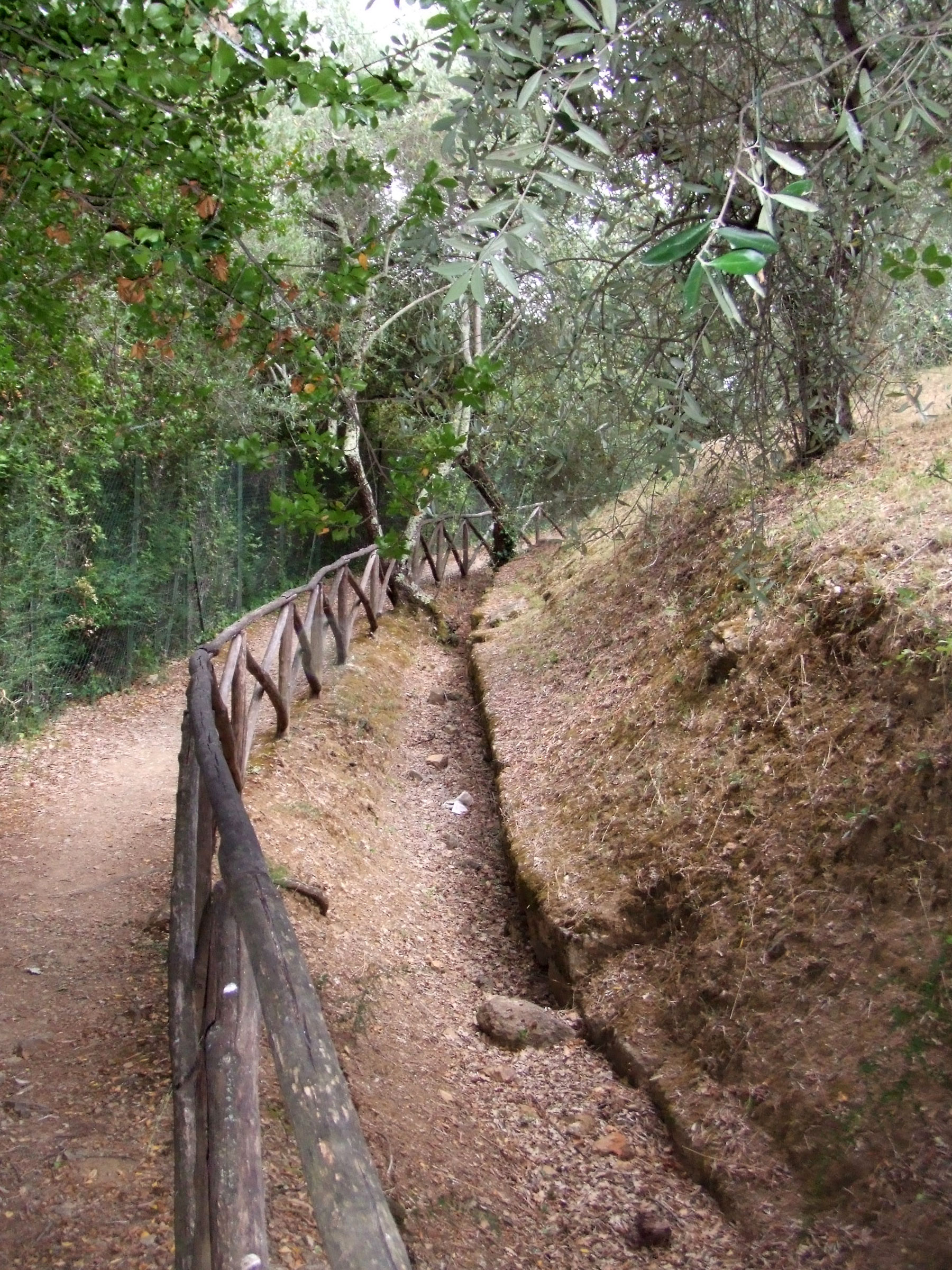
Bord du tambour, aujourd'hui recouvert de végétation et ceint d'une barrière.

Le tumulo del Diavolino II (en français : Tumulus du Diablotin II ou encore Tombe du Diablotin) II est l'une des tombes étrusques datant de la seconde moitié du  VIIe siècle av. J.-C., située dans le site archéologique de Vetulonia, sur le territoire de la frazione Vetulonia de la commune de Castiglione della Pescaia (province de Grosseto) en Toscane.

## Historique
Le tumulo del Diavolino II   a été découvert par Isidoro Falchi dans les années 1900.

## Description
Le tumulus du Diavolino II  est une tombe à tholos (soit à fausse coupole) et est entouré par un tambour d'un diamètre de 80 m.
Le nom du tumulus  del Diavolino vient du fait que la tombe se trouve à un endroit appelé Poggio al Diavolino.
Le tumulus est constitué par une chambre circulaire avec un long dromos d'accès divisé en deux secteurs, un à ciel ouvert et un couvert, séparé par une porte à architrave. La couverture de la structure  a été réalisée au moyen d'anneaux concentriques de blocs de pierre qui se réduisent graduellement vers le haut selon une technique définie de la «  pseudo-coupole  ».
Le pilier central dit omphalos, n'avait pas pour but le soutien de la voûte (il n'atteint d'ailleurs pas à son sommet), mais symbole de l'axe du monde il liait le monde des vivants au monde des morts, virtuellement atteint dans le sol.
Lors de la découverte de la tombe, les dépouilles des défunts se trouvaient dans des sarcophages en pierre ou en bois sur des lits funéraires ;  seuls quelques éléments ont été récupérés.
La structure a fait l'objet de travaux  de restauration qui ont vu, entre autres, la reconstruction, avec des matériaux modernes, la voûte  entière ainsi que le pilier central dont il ne reste d'original que le socle.
Les pièces archéologiques sont conservés au musée archéologique national de Florence ainsi qu'au Musée archéologique Isidoro Falchi.

## Sources
- Voir liens externes